# Dei Verbum
Dei Verbum (лат. Слово Боже) — Догматична конституція Другого Ватиканського собору Католицької церкви. Повна назва — Догматична конституція про Божественне Одкровення «Dei Verbum». Затверджена папою Павлом VI 18 листопада 1965 року, після того як вона була схвалена на соборі. За остаточний варіант конституції висловилося 2344 учасника собору, проти — 6. Свою назву отримала за прийнятою в католицизмі практикою називати офіційні документи за двома першими словами.
Конституція Dei Verbum стала однією з чотирьох конституцій Другого Ватиканського собору і одним з найважливіших документів, прийнятих на ньому. Вона присвячена Божественному Одкровенню, ролі Священного Писання та Священного Передання в житті Церкви.

## Структура
Конституція Dei Verbum складається з 26 статей, об'єднаних у 6 розділів:
- Вступ (стаття 1)

1. Про саме Одкровення (статті 2-6)
2. Про передачу Божественного Одкровення (статті 7-10)
3. Про богонатхненність Священного Писання і про його тлумачення (статті 11-13)
4. Про Старий Завіт (статті 14-16)
5. Про Новий Завіт (статті 17-20)
6. Про Священне Писання в житті Церкви (статті 21-26)

## Зміст
Конституція докладно розглядає питання про значення Біблії та Священного Передання для Церкви. У перших двох розділах підсумовується вчення Церкви про Одкровенні, зокрема 9 стаття повністю присвячена співвідношенню Писання і Передання і значенням для церковного життя Священного Передання:
|  | Священне Передання і Святе Письмо тісно пов'язані і взаємно перегукуються одне з одним: адже обидва вони походять з одного і того ж Божественного джерела, певним чином зливаються воєдино і спрямовуються до однієї і тієї ж мети. Святе Письмо - це Слово Боже, адже воно записано під натхненням Духа Божого; Боже слово, яке Христос Господь і Святий Дух доручив Апостолам, Священна традиція передає в цілості їх послідовникам, щоб вони, осяяні Духом Істини, вірно його зберігали, викладали і розповсюджували. У силу цього Церква черпає свою впевненість щодо всього того, що було дано в Одкровенні, не тільки зі Священного Писання. Тому і те, і інше слід приймати і шанувати з однаково благоговійною любов'ю і повагою |

Третя глава роз'яснює зміст поняття «Богонатхненність» по відношенні до Святого Письма, четверта і п'ята глава присвячені відповідно Старого та Нового Заповіту. У заключній главі документ говорить про виняткову роль Біблії в церковному житті, зокрема стверджується: «Необхідно, щоб християнам був широко відкритий доступ до Святого Письма». Особливо підкреслюється необхідність вивчення Писання для кліриків:
|  | Тому необхідно, щоб усі клірики, насамперед священики Христові та інші - як, наприклад, диякони або катехісти, законно зайняті служінням слова - зверталися до Святого Письма допомогою старанного читання і ретельного вивчення |

## Думки
Початковий чорновий проект документа був приготований до першої сесії собору (жовтень-грудень 1962 року) і відбивав консервативну точку зору групи кардинала Оттавіані. Папа Іоанн XXIII особисто взяв участь у подальшій роботі над документом, який у результаті включив в себе компромісні положення, що влаштували і консервативну та ліберальну сторони.
Кардинал Йозеф Ратцингер (нині папа Бенедикт XVI) виділив три головні ідеї конституції: новий погляд на поняття «традиція»; відповідь на теологічні питання, пов'язані з історико-критичним прочитанням Біблії; реакція на ріст і розвиток в XX столітті руху за більш поглиблене вивчення Біблії та її використання в церковному житті.